# Ноймюнстер
Ноймюнстер (на немски: Neumünster) е град в Шлезвиг-Холщайн, Германия, със 79 197 жители (2015). Град Кил се намира на ок. 30 km северно от Ноймюнстер.